# Jim Rose
Pour les articles homonymes, voir Rose.
Jim Rose, né le 21 décembre 1956 à Burns (Oregon), est un artiste de cirque contemporain américain.

## Biographie
Après avoir passé son enfance dans l'Arizona et obtenu un diplôme en science politique de l'université de l'Arizona, Jim Rose découvre le cirque contemporain par l'intermédiaire de sa future femme, Bébé, une française. Au début des années 1990 ils fondent le Jim Rose Circus à Seattle - une version moderne de sideshow avec des performances extrêmes.
Ce freak show devient célèbre en jouant quelques mois au festival de Lollapalooza aux États-Unis et le Canada en 1992, bien qu'il ait fait plusieurs apparitions à la télévision britannique avant cette date.
Le magazine Rolling Stone a appelé ce spectacle « un acte à voir absolument » et le journal USA Today l'a nommé « le succès de bouche-à-oreille de Lollapalooza ».

## Tournées
Après Lollapalooza, en 1993 Jim Rose était la tête d'affiche de sept tournées mondiales, et a sorti une vidéo éponyme avec Rick Rubin de American Recordings (en) qui est rapidement devenue un culte classique.
En 1994 le Jim Rose Circus a été choisi pour tourner avec Nine Inch Nails, Pop Will Eat Itself et jusqu'alors inconnu Marilyn Manson, et plus tard avec Korn et Godsmack.
En 1997/1998 une autre tournée mondiale mettant en vedette les Femmes Sumo, les Lutteurs Travestis Mexicans et le Football aux Tronçonneuses. Ce spectacle a envoyé Jim Rose et sa troupe en prison à Lubbock, Texas et pendant quatre mois ils étaient interdits de jouer en Nouvelle-Zélande.
En 2009, le Jim Rose Circus rejoint le lutteur professionnel Jake "The Snake" Roberts pour la tournée intitulée "Les Légendes En Collision".
2010 le Jim Rose Circus travailla avec Guns' N Roses, Stone Temple Pilots & Godsmack.
Le Jim Rose Circus a été également le spectacle le plus reconnu aux prestigieux festivals d'avant-garde et de comédie à Edimbourg (Écosse), Melbourne (Australie), Gand (Belgique) et en Nouvelle-Zélande.

## Télévision et autres médias
Jim Rose et The Enigma, un membre de la troupe, étaient les vedettes dans l'épisode Faux frères siamois;(Faux frères siamois (1995)) de la saison 2 de la série X-Files; l'épisode prend place dans une communauté de travailleurs de sideshow.
Homer Simpson s'enfuit et rejoint le Jim Rose Circus en tant qu' «homme-canon» dans l'épisode «Homer le rocker» des Les Simpson.
Jim Rose est apparu dans le film «Doubting Riley», un film réalisé par des anciens de HBO Project Greenlight (en).
Rose a doublé le personnage psychotique Psymon Stark dans SSX Tricky et Sled Storm, deux jeux vidéo sur PlayStation 2.

## Publications
Jim Rose a écrit son autobiographie, Freak Like Me: Real, Raw and Dangerous (1995) avec la journaliste Melissa Rossi (en)  (ISBN 978-0-440-50744-4). Le livre décrit les premières années de Rose et présente un compte rendu du Jim Rose Circus en tournée avec Lollapalooza. Le titre du livre est une référence à «Dans la peau d'un noir».
Rose a également publié le livre Angles (1999) et Snake Oil: Life's Calculations, Misdirections and Manipulations (2005).
La couverture du livre a été créée par l'artiste Gail Potocki.
Jim a également écrit l'introduction de l'ouvrage de Gail Potocki (en) : «The Union of Hope and Sadness» in 2006.
Rose a fait couler beaucoup d'encre dans l'autobiographie de Marilyn Manson "Long Hard Road Out Of Hell" (1998). Les histoires racontent, entre autres, la tournée "Downward Spiral Tour' en 1994 avec Marilyn Manson et Nine Inch Nails.

## Consultant
Rose a été embauché par des corporations notamment Microsoft et intervient régulièrement comme consultant pour des entreprises de relations publiques. À cet égard, il a été représenté sur la couverture de Wall Street Journal et le magazine Fast Company et est présenté dans le nouveau livre de marketing The Deviants Advantage.
Sa société de relations publiques a représenté les sites de poker et gère la publicité des meilleurs joueurs de poker.
En 1999 Jim a été le porte-parole pour Gin Gordon’s. En 2008 il a été également engagé comme porte-parole et artiste pour Dos Equis dans la tournée américaine Jim Rose Most Interesting Show In The World.

## Jim Rose Circus

### Réception critique
Le magazine Rolling Stone décrit le cirque comme un « acte incontournable absolu ».
The Independent décrit le spectacle comme «brutalement comique», ajoutant que Rose «joue l'extrêmement tendue audience comme un violon».
Melody Maker a comparé l'«amusement révoltée» du public à celle des touristes à une corrida.
Le propriétaire du cirque britannique Gerry Cottle (en) a dit "J'ai vu beaucoup de choses dans mon temps. Je dois voir 40 cirques par an, mais ce lot...Ils sont venus habillés de leurs vêtements de travail et puis...Ils sont au-delà de tout ce que j'ai jamais vu. Ils m'ont choqué."
The Times Magazine a déclaré que bien qu'il ne soit pas l'idée de divertissement de tout le monde, le Jim Rose Circus ne méritait certainement pas d'être interdit.

### Artistes
Jim Rose est connu pour avaler des lames de rasoir et du fil, puis les régurgiter attachées au fil; agrafer des billets sur son front; enfoncer de longues pointes dans ses narines; d'être la cible humaine de fléchettes et s'échapper d'une camisole de force. Son numéro le plus outrageux: il met son visage dans du verre cassé et invite des membres de l'audience à se tenir debout sur sa tête.
The Amazing mister Lifto (Joe Hermann): il accroche des poids lourds (blocs de ciment, tonneaux de bière, fers à repasser, etc.) aux parties percées de son corps, y compris ses mamelons et ses organes génitaux.
Bébé la Reine du Cirque (Béatrice Aschard-Rose) joue une variété de numéros hallucinants tels que: "le boulet de canon horizontal" où elle s'allonge sur un lit de clous tandis que des poids lourds sont lâchés sur son estomac; "la suffocation" où elle se loge dans un grand sac en plastique où l'air est complètement aspiré à l'aide d'un aspirateur; "le baiser de la mort" avec des scorpions; «l'exécution» où une pastèque placée sur son cou est fendue avec une machette; «l'escabeau d'épées tranchantes»; «la pluie d'étincelles» entre les jambes où une meuleuse d'angle électrique est frottée contre une ceinture en métal qui protège la région de l'aine ; «l'électrocution» où des lampes halogènes et fluorescentes attachées à son corps sont illuminées à l'aide d'une bobine de Tesla.
Matt «The Tube» Crowley dont le surnom vient des six mètres de tuyau qu'il avale pour le numéro de gavage. L'autre extrémité du tube est attachée à une pompe à main. Jim Rose remplit la pompe avec une variété de fluides qu'il injecte dans l'estomac de Crowley, puis ré-aspire le contenu. Des membres de l'audience sont alors invités sur scène à boire cette concoction ("bière de bile") après l'avoir extraite de l'estomac de Crowley. Matt démontre aussi sa force pulmonaire en gonflant avec sa bouche une bouillotte en caoutchouc jusqu'à la faire exploser.
Zamora the Torture King (en) (Tim Cridland) se perce lui-même avec de longues aiguilles et brochettes de viande; il mange des morceaux d'ampoules cassées. Il quitte le Cirque pour créer son propre spectacle en 1994.
The Enigma (Paul Lawrence), initialement appelé Slug, il est connu pour manger n'importe quoi (y compris les limaces, les vers et les sauterelles) et avaler une variété de sabres. Dans le spectacle il est aussi le joueur de clavier. Son corps est complètement tatoué avec des pièces de puzzle bleu. Il est connu pour ses nombreuses modifications corporelles, qui incluent des cornes sur les côtés du crâne et des oreilles en forme de puzzle. Il a quitté le cirque en 1998.
The Lizardman (en) est un artiste complètement tatoué avec une langue chirurgicalement divisée en deux. Il rejoint Jim en 1999 lors de la tournée Voodoo de Godsmack et en 2001, une tournée avec juste Jim et Bebe en jouant les clubs de comédie. Il a joué plusieurs actes précédemment effectués par les membres qui sont partis (Lifto, Enigma, Matt le Tube) et a ajouté de nouveaux actes et routines au cirque. Il est parti en 2001 pour retourner à ses activités de spectacle en solo.
Cappy (David Capurro) est un champion du yoyo. Il était populaire dans l'émission réalité «Jim Rose Twisted Tour».
Rupert (Ryan Stock) exécute des numéros traditionnels de sideshow. Il est maintenant la vedette dans son propre show sur Discovery Channel avec sa partenaire Amber Lynn.
« Fat Matt » Alaeddine (en) surnommé le plus gros contorsionniste du monde.
John Chaos fait des cascades traditionnelles.